# Pilea rugosissima
Pilea rugosissima es una especie de planta del género Pilea, perteneciente a la familia Urticaceae.

## Taxonomía
Pilea rugosissima fue descrita por Ellsworth Paine Killip en 1939.

## Distribución
Se encuentra en el territorio de Costa Rica y Panamá.